# Trục chính

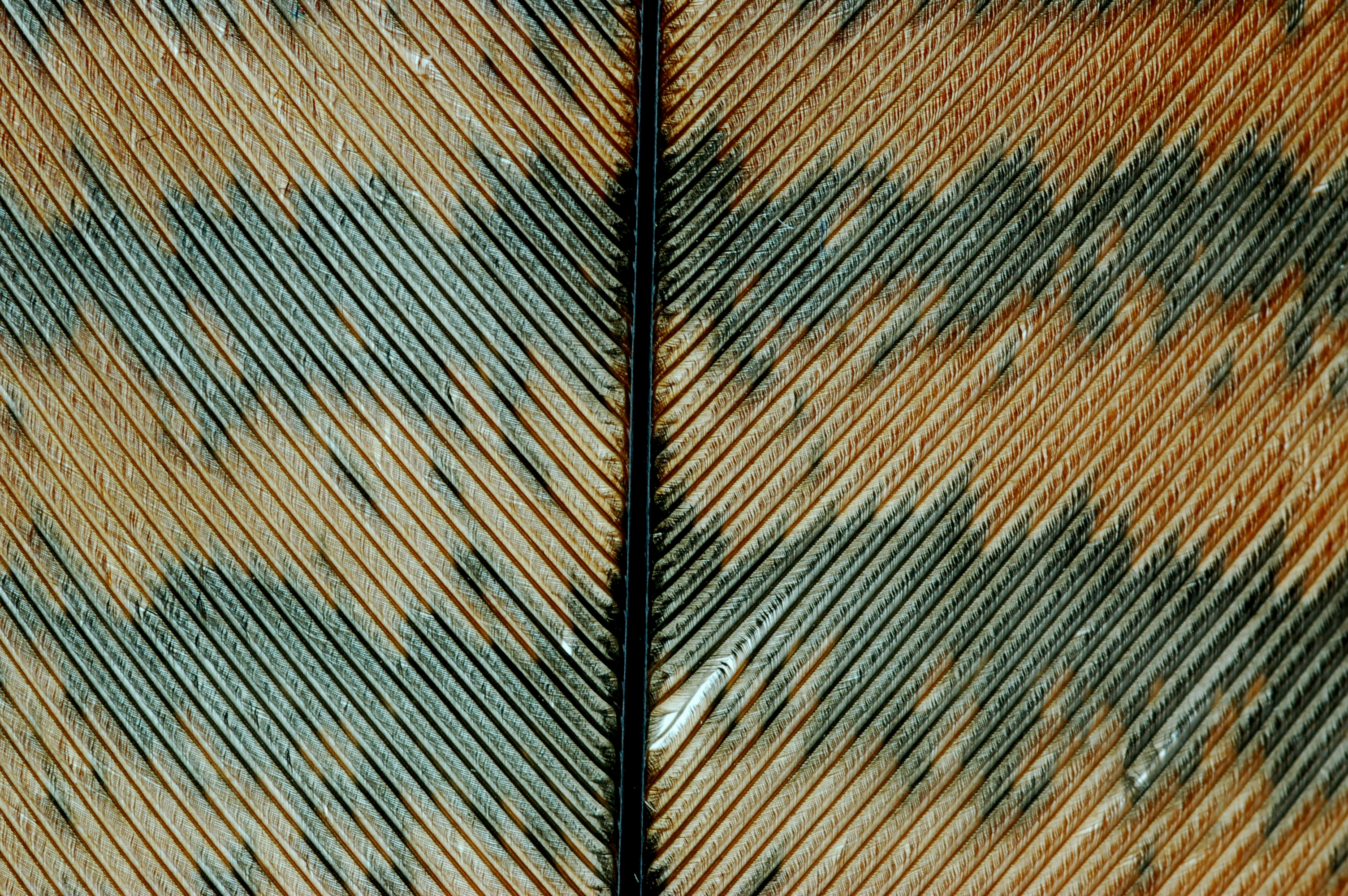
Trục chính màu đen ở lông gà tây hoang dã

Trong sinh học, một trục chính (tiếng Anhː rachis /ˈreɪkɪs/ (từ tiếng tiếng Hy Lạp cổ: ῥάχις [rhákhis], có nghĩa là "xương sống")  là cấu trúc dạng "thanh dài" thường ở giữa cơ quan và nâng đỡ các cấu trúc khác xung quanh.

## Trong động vật học và vi sinh vật học
Ở động vật có xương sống, trục chính có nghĩa là một loạt đốt sống có khớp nối nhau và bao bọc tủy sống. Trong trường hợp này, trục chính tạo thành trục nâng đỡ cơ thể và sự liên kết các đốt sống tạo thành cột sống hoặc xương sống. Ở chim, trục chính còn có nghĩa là trục giữa của lông vũ.
Ở tuyến sinh dục của giun tròn Caenorhabditis elegans, trục chính lúc này là lõi hoặc trục trung tâm không có tế bào (central cell-free core) của cánh tay tuyến sinh dục (gonadal arm) ở cả con đực đơn tính và con cái lưỡng tính, nơi tế bào mầm đã đạt đến giai đoạn sợi dày của giảm phân và bám vào thành ống sinh dục. Trục trung tâm chứa đầy tế bào chất.

## Trong thực vật học
Ở thực vật, trục chính có nhiều định nghĩa. Nó có thể là thân chính của lá kép, chẳng hạn như ở cây Keo, Dương xỉ, hoặc là phần chính mang hoa của cụm hoa phía trên trục cụm hoa đó. Khi nó chia thành nhiều nhánh nhỏ hơn thì được gọi là trục nhánh (rachillae, số ít là rachilla). Gai trung tâm còn lại khi nón hạt Lãnh sam tan rã cũng được gọi là trục chính.
Một bông lúa chín (Oryza spp.) dễ dàng vỡ thành nhiều mảnh khi bị gió thổi. Một loạt các lớp rụng hình thành chia trục chính (trục cụm hoa) thành các đơn vị phát tán bao gồm một nhóm bông con (spikelet) gắn vào một đoạn ngắn của trục chính. Điều này có ý nghĩa quan trọng trong lịch sử nông nghiệp và được các nhà khảo cổ học gọi là "trục chính giòn" (brittle rachis), một loại gãy vỡ (shattering) ở cây trồng.
- Trục chính ở lá kép của Dương xỉ với các trục nhánh mang lá chét
- Cụm hoa ở loài Buddleja paniculata
- Nón của lãnh sam Bulgari trước và sau khi bị tan rã